# Brice Owona
Pour les articles homonymes, voir Owona.
Brice Owona, né le 4 mars 1989 à Yaoundé, est un footballeur camerounais évoluant au poste de milieu offensif à APEJES de Mfou.

## Biographie
Brice Owona participe avec l'équipe du Cameroun des moins de 20 ans à la Coupe d'Afrique des nations junior 2009. Lors de cette compétition, il inscrit deux buts, contre le Rwanda, puis contre le Mali. Le Cameroun s'incline en finale contre le Ghana.
Il participe ensuite avec cette équipe à la Coupe du monde des moins de 20 ans 2009 organisée en Égypte. Lors du mondial junior, il joue trois matchs : contre la Corée du Sud, les États-Unis, et enfin l'Allemagne.

## Palmarès
- Finaliste de la Coupe d'Afrique des nations junior 2009 avec l'équipe du Cameroun des moins de 20 ans
- Champion du Cameroun en 2006, 2007, 2008 et 2010 avec le Coton Sport Garoua
- Vainqueur de la Coupe du Cameroun en 2007 et 2008 avec le Coton Sport Garoua
- Finaliste de la Ligue des champions de la CAF en 2008 avec le Coton Sport Garoua
- Champion de Suisse de D2 en 2012 avec le FC Saint-Gall